# 2983 Poltava
2983 Poltava је астероид главног астероидног појаса са пречником од приближно 30,86 .
Афел астероида је на удаљености од 3,018 астрономских јединица (АЈ) од Сунца, а перихел на 2,675 АЈ.
Ексцентрицитет орбите износи 0,060, инклинација (нагиб) орбите у односу на раван еклиптике 4,260 степени, а орбитални период износи 1754,513 дана (4,803 године).
Апсолутна магнитуда астероида је 11,20 а геометријски албедо 0,061.
Астероид је откривен 2. септембра 1981. године.